# Teucholabis lucida
Teucholabis lucida là một loài ruồi trong họ Limoniidae. Chúng phân bố ở miền Tân bắc.